# Rathore
Nella parte settentrionale dell'India e in Pakistan, il Rathore (o Rathaur o Rathor o Rathur o Rathod o Rathour o Rahtore) è un clan Rajput i cui membri hanno governato diversi stati.. I Rathore rivendicano la discesa dal mitico Suryavansha (dinastia solare)..

## Stati Rathore
- Jodhpur (Marwar): oggi negli attuali distretti di Jodhpur, Pali, Nagaur, Barmer e Jalore.
- Bikaner: oggi negli attuali distretti di Bikaner, Churu, Ganganagar e Hanumangarh;
- Kishangarh oggi nell'attuale  Rajasthan
- Idar oggi nell'attuale Gujarat,
- Ratlam oggi nell'attuale distretto di Ratlam di Madhya Pradesh,
- Jhabua oggi nell'attuale Madhya Pradesh
- Sitamauoggi nell'attuale distretto di Mandsaur Madhya Pradesh,
- Sailana oggi nell'attuale distretto di Ratlam di Madhya Pradesh,
- Alirajpur oggi nell'attuale Madhya Pradesh